# Tengamos el sexo en paz
Tengamos el sexo en paz és una obra de teatre publicada a Espanya en 1996 i adaptada per Dario Fo, Jacopo Fo i Franca Rame d'un manual de sexologia escrit anteriorment per Jacopo Fo. L'obra està composta per un conjunt de monòlegs que tracten temes com l'avortament, la sida, la impotència, la frigidesa o l'orgasme amb gran llibertat i des d'un punt de vista còmic.. Tengamos el sexo en paz es una adaptació dels texts originals italians del 1992, Lo zen o l'arte di scopare (el zen o l'art de cardar). Fou duta al teatre en castellà el 1997 sota direcció de José Carlos Plaza plantejat com a monòleg de l'actriu Charo López. Fou estrenada al Teatro Lara de Madrid.

## Argument
L'obra tracta el tema del sexe, començant per Adán i Eva i acabant en els nostres dies. Procura donar una explicació a les preguntes habituals relacionades amb el sexe des d'un punt de vista femení, desdramatizado i còmic. La narració de la història és en primera persona i el narrador es manté de principi a fi. Són monòlegs reflexius en els quals es critica la societat més conservadora i puritana.

## Context històric
Aquest llibre va ser censurat pel govern de Silvio Berlusconi, que va prohibir als italians menors de 18 anys que el veiessin per temor al fet que l'obra pogués “causar ofensa a la decència comuna, que exigeix el respecte de les esferes de la decència, i provocar malestar entre els espectadors adolescents, amb possibles efectes sobre el seu comportament en relació amb el sexe”, anul·lant així el propòsit original de l'actuació. Aquest no ha estat l'única trobada dels autors amb la censura; l'any 2003, l'estrena de l'obra “L'anomalo bicefalo” va haver de fer-se a Milà, atès que a Roma no va ser possible pel descontentament de Berlusconi davant el seu contingut.

## Premis
Charo López va rebre el Fotogramas de Plata 1997 a la millor actriu de teatre.